# ایمپلنت دندان
ایمپلنت دندان پروتزی است که در دهان بیمار، دندان مصنوعی جایگزین دندان طبیعی وی می‌شود. امروزه دندانپزشکی ایمپلنت را هنر جایگزینی دندان‌های از دست رفته توصیف می‌کنند. ایمپلنت‌ها برای جایگزینی یک یا چند دندان و برای نگه داشتن و تأمین ریتنشن پروتز کامل اوردنچر به کار می‌روند. ایمپلنت‌های دندانی از تیتانیوم ساخته می‌شوند و با استخوان استئو اینتگره می‌شوند. بعد از معاینات اولیه در ابتدا فیکسچر یا همان قسمت ریشه ایی پروتز با استفاده از جراحی کوچکی در داخل فک و به جای دندان از دست داده شده، جاگذاری می‌شود و بعد از اطمینان از ثبات آن که معمولاً ۴ الی ۶ ماه به طول می‌انجامد، قسمت رویی یا همان تاج دندان (Crown) گذاشته می‌شود.
اگر فردی دندان خود را از دست بدهد ایمپلنت در اندازه همان ریشه به جای آن قرار داده می‌شود. ایمپلنت‌ها قطعاتی در اندازه دندان طبیعی هستند. ایمپلنت‌ها توسط ابزار بسیار دقیقی کنترل می‌شوند و توسط دستگاه‌های بسیار دقیق ساخته می‌شود. به دلیل خصوصیات ذکر شده برای ایمپلنت دندان، هنگامی در فک بیمار قرار بگیرد، یک جسم خارجی به‌شمار نمی‌رود و با قرار گرفتن در فک بیمار با آن سازگار می‌شود. ایمپلنت باعث رشد استخوان‌های کنار دندان هم می‌شود و از تحلیل استخوان فک جلوگیری به عمل می‌آورد.

## تاریخچه ایمپلنت
ایمپلنتولوژی (علم دندانپزشکی کاشت ایمپلنت‌های دندانی) بعد از علم جراحی دهان و دندان، جزء قدیمی‌ترین روش‌های دندان پزشکی است. استفاده از ایمپلنت‌هایی به فرم ریشه‌ای قدمتی چندین هزار ساله دارند.
۴۰۰۰ سال پیش در چین باستان از بامبو برای جایگزینی دندان از دست رفته و ۲۰۰۰ سال پیش در مصر باستان از فلزات گران بها برای این منظور استفاده می‌کرده‌اند و در بعضی از مومیایی‌های یافت شده در مصر دندان پیوند شدهٔ انسان یافت شده است که خود گواهی برای قدمت استفاده از ایمپلنت‌های دندانی از سالیان دور است.
در سال ۱۹۵۲ میلادی، جراح ارتوپدی سوئدی به نام برانمارک که علاقه‌مند به ترمیم و بازسازی استخوان بود، طی تحقیقاتی روی استخوان ران خرگوش، متوجه رشد استخوان در اطراف فلز تیتانیوم گردید. برانمارک تحقیقات خود را بر روی انسان و حیوان ادامه داد و توانست بعد از انجام آزمایش‌ها زیادی این ویژگی خوب و مفید فلز تیتانیوم را ثابت کند.
اگر چه برانمارک اول روی استخوان ران کار می‌کرد، اما در ادامه تصمیم گرفت که بر روی دهان، مطالعاتش را ادامه دهد زیرا دسترسی بیشتر و نیاز بیشتری را در این بخش احساس می‌کرد. برانمارک در سال ۱۹۶۵ میلادی اولین ایمپلنت دندانی را در دهان یک داوطلب قرار داد.

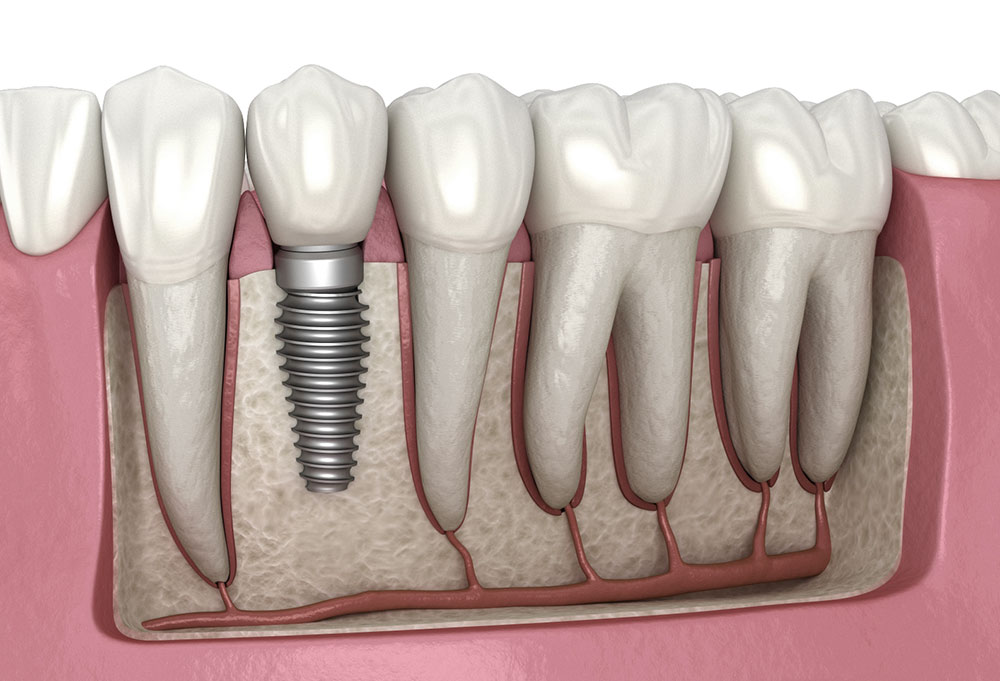
ایمپلنت دندان، تصویر سه بعدی

## ایمپلنت چیست؟
ایمپلنت مجموع قطعاتی است که با جراحی داخل فک ثابت می‌شوند روی آن دندان مصنوعی قرار می‌گیرد و در نهایت ظاهری مشابه با دندان طبیعی پیدا می‌کند.
به‌طور کلی برای گذاشتن ایمپلنت دندان چندین مرحله باید انجام شود تا قطعات تشکیل دهنده در کنار یکدیگر قرار گیرند و بیمار بتواند به جای دندان طبیعی از آن استفاده کند. ایمپلنت از نظر ظاهری مشابه دندان طبیعی است و در دهان همان حس طبیعی را برای جویدن القا می‌کند و سوء هاضمه ایجاد شده بر اثر ناتوانی در جویدن غذا را برطرف می‌نماید.
ایمپلنت دندان برای جایگزین کردن یک یا چندین دندان از دست رفته کاربرد دارد و می‌تواند برای تمام دندان‌ها به صورت ثابت یا متحرک استفاده شود. در هر دو حالت فوق کلمه ایمپلنت استفاده می‌شود اما حالت دوم بیانگر معنی واقعی ایمپلنت است و به مجموعه‌ای از قطعات ایمپلنت گفته می‌شود و هر کدام از قطعات به تنهایی نام و کارایی مجزایی دارند.

## مزایای ایمپلنت
بزرگ‌ترین مزیت ایمپلنت حفظ استخوان باقی‌مانده و جلوگیری از تحلیل استخوان (که به خاطر بی دندانی رخ می‌دهد) است. مزیت دیگر ایمپلنت عدم نیاز به تراش دندان‌های مجاور در صورت استفاده از پروتز ثابت و کمک به گیر و ثبات پروتز متحرک از طریق ساختن اوردنچر (پروتز متحرک متکی بر ایمپلنت) است.
- کاشت دندان را می‌توان در زمره درمان‌های دندانپزشکی مادام العمر قرار داد.
- از جنس آلیاژ تیتانیوم است که پوسیده نمی‌شود
- نوع مرغوب‌تر آن استحکامی بیش از دندان طبیعی دارد
- اگر از تکنیک پیشرفته استفاده شود درمان ایمپلنت در ردیف درمان‌های دندانپزشکی کوتاه و کم‌درد است.
- در مقایسه با هزینه‌های چند بار پر کردن و عصب کشی دندان، روکش دندان و … در دراز مدت درمان کاشت دندان درمان می‌تواند مقرون به صرفه باشد.

### مزیت ایمپلنت نسبت به بریج
عدم استفاده از دو دندان سالم مجاور به عنوان پایه در ایمپلنت گذاری؛ آنگونه که در روش بریج استفاده می‌شود و امکان آسیب دیدن و در نهایت از دست رفتن آنها را بیشتر می‌کند، کاشت ایمپلنت، از آسیب به دندان‌های مجاور ممانعت می‌کند و نیز وجود فیکسچر در استخوان فک، پدیده تحلیل استخوان فک را به میزان چشمگیری کاهش می‌دهد.
در بعضی موارد مراجعه دیرهنگام فرد برای کاشت دندان (ایمپلنت) یا وجود کیست و تومورهای دهانی منجر به از بین رفتن فضای مناسب و کم شدن قطر و ارتفاع استخوان فک می‌شود که در این حالت، دندانپزشک قبل یا همزمان با جایگذاری فیکسچر، با استفاده از پودر و بلاک استخوانی و ممبرین (بایومتریال‌ها) استخوان را بازسازی کرده تا شرایط مناسب برای قرارگیری ایمپلنت مهیا گردد. در این مواقع طول درمان بیمار (آماده شدن استخوان برای جایگذاری ایمپلنت) بسته به شرایط بیمار از ۳ تا ۶ ماه طول می‌کشد و دندانپزشک به کمک عکس‌های رادیوگرافی می‌تواند روند درمان را دنبال کند و بهترین زمان را برای کاشت ایمپلنت تشخیص دهد.

## انواع مختلف ایمپلنت دندانی

### Endosteal
این ایمپلنت معمولاً مانند یک پیچ یا استوانه یا تیغه‌ای شکل هستند که از فلز یا فلز پوشش داده شده با سرامیک یا مواد سرامیکی ساخته می‌شوند. این نوع از ایمپلنت در استخوان فک جا می‌گیرد.

### Subperiosteal
این نوع ایمپلنت در استخوان و در زیر لثه قرار می‌گیرند و از جنس فلز تیتانیوم ساخته می‌شوند تا به‌خوبی به استخوان فک بچسبد.

### Transos-teal
این نوع ایمپلنت به شکل یک پین فلزی یا یک قاب U شکل است که از بین استخوان فک و بافت لثه عبور می‌کند و به داخل دهان می‌رسد.

## مراحل کاشت ایمپلنت (دندان)
جراحی ایمپلنت با بی‌حسی موضعی انجام می‌شود. قبل از تزریق بهتر است پنبه آغشته به اسپری لیدوکایین را روی لثه بمالیم تا از درد سوزن تزریق جلوگیری کنیم. معمولاً برای جراحی ایمپلنت از تزریق اینفیلتره در باکال ولینگوال محل بی دندانی استفاده می‌شود. در این تزریق در صورت ورود دریل به کانال عصب فک تحتانی مریض دچار احساس برق گرفتگی می‌شود و از جای خود می‌پرد و بدین ترتیب متوجه می‌شویم که وارد کانال عصب شده‌ایم. از اولین جراحی تا آخرین جراحی حدوداً ۹ ماه به طول می‌انجامد؛ اما این زمان بستگی به شرایط استخوان فک برای قبول ایمپلنت و شرایط ایمنی بدن برای التیام و ترمیم زخم دارد و ممکن است مدت زمان بیشتری برای ترمیم و التیام نیاز باشد.
بسته به torque قرارگیری fixture درون استخوان، ایمپلنت به روش دو مرحله‌ایی یا یک مرحله‌ایی انجام می‌شود.

### روش دو مرحله‌ایی
در مرحله اول جراحی، در صورت torque پایین استخوان فک، (Fixture) به همراه کاور اسکرو (Cover screw) در فک جاگذاری می‌شود؛ و در صورت نیاز به تحریک استخوان سازی و به دست آوردن تراکم استخوان مطلوب از بایومتریال‌ها (پودر استخوان و ممبرین و …) استفاده می‌شود. بایومتریال‌ها دارای انواع مختلفی هستند و از منابع متفاوتی تولید می‌شوند و بسته به تشخیص دکتر نوع بایومتریال مناسب انتخاب می‌شود. معمولاً پس از گذشت ۲۴–۱۲ هفته استخوان اطراف فیکسچر را می‌گیرد و اصطلاحاً استئو اینتگره می‌شود. در این زمان مرحله دوم جراحی یعنی برداشتن کاور اسکرو و قرار دادن هیلینگ اباتمنت (Healing Abutment) به جای آن انجام می‌شود. وظیفهٔ هیلینگ، well adopt کردن مخاط کراتینیزه اطراف ایمپلنت است. سپس بعد از گذشت ۴–۳ هفته، قالبگیری به کمک ایمپرشن و آنالوگ (Impression Coping and Analog) انجام می‌شود تا شکل دندان مورد نظر ساخته شود و اندازه اباتمنت لازم مشخص شود و در مرحله آخر دندان پروتزی آماده شده که به همراه اباتمنت است روی فیکسچر قرار می‌گیرد.

### روش تک مرحله‌ایی
دندانپزشک زمان insertion فیکسچر درون استخوان، torque مناسبی به دست می‌آورد؛ لذا، قراردهی fixture و healing را در یک مرحله انجام می‌دهد. در این روش ایمپلنت زودتر در دهان بیمار قرار می‌گیرد.

## جنس
نخستین درون‌کاشت‌های دندانی در سال ۱۹۳۲ از جنس استیل ضدزنگ یا Cobalt-Chromium-Molybdenum ساخته شد. امروزه آلیاژ تیتانیوم رایج‌ترین ماده مورد استفاده برای ساخت ایمپلنت‌های دندانی است. در شکل ۱ تصویر اولین ایمپلنت ساخته شده را نشان می‌دهد.
آلیاژ تیتانیوم برای ساخت فیکسچر (Fixture)، بریج (Bridge)، اوردنچر (Overdenture) و اجزای پروتزی ایمپلنت (اسکرو و اباتمنت) استفاده می‌شود. البته اباتمنت از جنس زیرکونیا نیز ساخته می‌شود (شکل ۲). مهم‌ترین ویژگی برای استفاده از آلیاژ تیتانیوم، سازگاری بسیار خوب آن با بدن (Biocompatibility) است.
اگر فردی دندان خود را از دست بدهد ایمپلنت در اندازه همان ریشه به جای آن قرار داده می‌شود. ایمپلنت‌ها قطعاتی در اندازه دندان طبیعی هستند. ایمپلنت‌ها توسط ابزار بسیار دقیقی کنترل می‌شوند و توسط دستگاه‌های بسیار دقیق ساخته می‌شود.
ماده‌ای که در ساخت ایمپلنت دندان استفاده می‌شود، تیتانیوم است که در واقع فلزی با کیفیت خوب محسوب می‌شود. این قطعات از جنس تیتانیوم هستند که دارای تطابق بیولوژیک با بدن هستند و هیچگونه واکنش آلرژیک با بدن ندارند. تیتانیوم باعث ایجاد یک لایه محافظ در برابر خوردگی و تحلیل بر روی سطح خود می‌شود. خاصیت غیر مغناطیسی بودن آن و مقاومت در برابر اکسیژن و ترکیبات اسید و نمک شرایط لازم را برای استفاده از آن در ساختار ایمپلنت دندان فراهم می‌کند.
به دلیل خصوصیات ذکر شده برای ایمپلنت دندان، هنگامی در فک بیمار قرار بگیرد، یک جسم خارجی به‌شمار نمی‌رود و با قرار گرفتن در فک بیمار با آن سازگار می‌شود. ایمپلنت باعث رشد استخوان‌های کنار دندان هم می‌شود و از تحلیل استخوان فک جلوگیری به عمل می‌آورد.

### ویژگی‌های فیزیکی تیتانیوم
1. نارسایی
2. مقاومت بالا در برابر خوردگی
3. شرایط ترمودینامیک
4. ویژگی‌های آن در برابر PH
5. ایجاد یون به میزان کم

تیتانیوم مورد استفاده در ایمپلنت دندانی دارای پنج درجه است که به هر کدام گرید یک تا پنج گفته می‌شود و از لحاظ میزان کربن، نیتروژن، آهن و اکسیژن با یکدیگر متفاوت هستند.
گرید یک، یعنی اینکه فلز از جنس تیتانیوم خالص است و یک بار عملیات حرارتی شده (عملیات حرارتی کردن یا Heat Treatment به منظور مستحکم کردن ایمپلنت دندانی انجام می‌شود) است که بیشترین درجه خلوص و انعطاف‌پذیری در دمای اتاق و کم‌ترین استحکام را دارد. گرید دو یعنی دو بار عملیات حرارتی شده و همین‌طور تا به آخر. به جز گرید پنج که یک غلط مصطلح است و تیتانیوم آبدیده نشده است اما به دلیل ساخته شدن از ترکیب آلومینیوم زان سختی را دارد و اغلب برای ساخت اباتمنت و اسکرو اباتمنت استفاده می‌شود.
هر چه گرید بیشتر شود، تیتانیوم سخت‌تر و در برابر فشارهای اکلوزالی مقاوم‌تر است و هر چه خلوص تیتانیوم بیشتر باشد، میزان استئواینتگریشن بیشتر می‌شود؛ بنابراین بهترین گرید برای ساخت ایمپلنت دندانی گرید چهار است چون هم از تیتانیوم خالص است و هم از مقاومت خوبی برخوردار است.
اغلب ایمپلنت‌ها دارای پوششی از هیدروکسی آپاتیت و سطح ساییده شده هستند که این امر باعث افزایش میزان خلل و فرج سطح ایمپلنت و افزایش سطح تماس ایمپلنت-استخوان و در نتیجه بهبود استخوان زایی می‌شود.

## ساختار آلیاژی تیتانیوم[۶]
آلیاژ تیتانیوم مورد استفاده در دندانپزشکی در سه شکل ساختاری وجود دارد: آلفا (α)، بتا (β) و آلفا-بتا. ساختار آلفا (α) از نظر کریستالوگرافی به شکل شش ضلعی (HCP) است. در حالی که آلیاژهای بتا (β) به شکل مکعب (BCC) است. این فازهای مختلف زمانی ایجاد می‌شوند که تیتانیوم خالص با عناصری مانند آلومینیوم و وانادیم، در غلظت خاصی مخلوط شده و سپس از حالت مذاب سرد شده است. آلومینیوم تثبیت‌کننده فاز آلفا است و باعث افزایش استحکام آلیاژ می‌شود، اما چگالی آن را کاهش می‌دهد. از سوی دیگر، وانادیم تثبیت‌کننده فاز بتا است.
تحول ساختاری تیتانیوم خالص از فاز α به فاز β در۸۸۲ درجه سانتیگراد رخ می‌دهد. با افزودن آلومینیوم یا وانادیم به تیتانیوم، تغییرات فاز α به β در یک طیف دمایی ممکن است متغیر باشد. بسته به ترکیب و درجه حرارت، هر دو فاز آلفا و بتا ممکن است وجود داشته باشند.

## تقسیم‌بندی ایمپلنت‌های دندانی[۸]
تیتانیوم مورد استفاده در ایمپلنت دندانی دارای شش درجه است که به هر کدام گرید یک تا شش گفته می‌شود.
چهار گرید آن تیتانیوم خالص (cpTi)و دو گرید از آلیاژهای تیتانیوم(Ti) هستند، خواص فیزیکی و مکانیکی cpTi بر اساس میزان اکسیژن باقی‌مانده در فلز با یکدیگر متفاوت هستند.
امروزه ایمپلنت‌ها از انواع آلیاژهای تیتانیوم ساخته می‌شوند که شامل موارد زیر می‌شود:
۱- تیتانیوم خالص Grade 4
۲- آلیاژ تیتانیوم Ti 6AL 4V –ELI
3- (Ti 6AL 4V (Grade ۲۳
۴- نانو تیتانیوم – nTi Grade 5
۵- آلیاژ Ti 3AL 2 SV
از مواد دیگری که به جز تیتانیوم هم چنان در ساخت بدنه ایمپلنت به کار برده می‌شود زیر کونیوم است. زیرکونیا دو اکسید زیرکونیوم است. این فلز در جدول تناوبی بسیار به تیتانیوم نزدیک بوده و از ویژگی‌های سازگاری زیستی مشابهی برخوردار است. (شکل ۳)علیرغم آنکه زیرکونیا عموماً شکلی مشابه با ایمپلنت‌های تیتانیوم داشته و چندین سال است با موفقیت در زمینه جراحی‌های ارتوپدی مورد استفاده قرار گرفته است، اما به لطف رنگ روشن و مشابه با دندان از مزیت زیبایی و آرایشی برخوردار است.
البته، پیش از آنکه امکان استفاده از ایمپلنت‌های ZrO2 برای استفاده روزمره میسر شود باید داده‌های بالینی به دست آمده در دراز مدت را مورد بررسی قرار داد. اگر چه سطح تماس ایمپلنت – استخوان در انواع زیر کونیومی مزیتی بر انواع تیتانیومی ندارد اما تفاوت معناداری را هم نشان نمی‌دهند. اخیراً، استفاده از گرید ۵ تیتانیوم افزایش یافته است. اعتقاد بر این است که این گرید که Titanum 6AL-4V خوانده می‌شود. (آلیاژ تیتانیوم حاوی ۶ درصد آلومینیوم و ۴ درصد آلیاژ وانادیوم) از میزان چسبندگی به استخوان مشابهی با تیتانیوم خالص موجود در بازار برخوردار است.
آلیاژ TI-6AL-4V مقاومت کششی و ترک خوردگی بهتری دارد. امروزه، بیشتر ایمپلنت‌های دندانی هنوز هم از تیتانیوم خالص موجود در بازار (گریدهای ۱ تا ۴) ساخته می‌شوند، لیکن برخی از سیستم‌های ایمپلنت نیز از آلیاژ TI-6AL-4V ساخته می‌شوند.. آلیاژ تیتانیوم نسبت به تیتانیوم خالص نوع یک ۴ برابر و نسبت به نوع چهار آن دو برابر قوی تر است. اگر چه سختی آن تقریباً ۶ برابر استخوان کورتیکال متراکم است اما نسبت به دیگر مواد مصنوعی در دسترس سازگاری بهتری را با بافت استخوان نشان می‌دهد.

## شرایط پس از عمل کاشت ایمپلنت و التیام بافت‌ها چگونه است؟
پس از عمل باید مسکن مصرف کنید. مسکن‌های بدون نسخه برای کنترل درد و ناراحتی حاصل از عمل جراحی کاشت ایمپلنت، کفایت می‌کند. دستورالعمل دقیق مراقبت‌های خانگی را دندان‌پزشک به اطلاع شما می‌رساند. در صورتی که متوجه خونریزی غیرطبیعی، درد غیرقابل کنترل یا علایم عفونت شدید فوراً با دندانپزشک تماس بگیرید.

## عوامل مؤثر در موفقیت ایمپلنت
- ثبات اولیه (primary stability)
- مقدار و کیفیت استخوان: استخوان کورتیکال نسبت به استخوان اسفنجی بهتر است.
- ساختارهای آناتومیک مرتبط: سینوس، دندان‌های مجاور، عصب آلوئولار تحتانی و عصب منتال از جمله ساختارهایی هستند که باید مورد توجه قرار گیرند.[۱]